# Race et Civilisation
Race et Civilisation est un essai de Michel Leiris, commandé par l’Unesco en 1951 dans le cadre du débat sur La Question des races.